# 1995年バスケットボール男子欧州選手権
1995年バスケットボール男子欧州選手権（1995 European Basketball Championship）は、ギリシャ・アテネで開催されたバスケットボール欧州選手権男子大会。通称「ユーロバスケット1995」。
14カ国が本大会に出場。ユーゴスラビアが2大会ぶり6度目の優勝を飾り、リトアニア・クロアチア・ギリシャとともにアトランタ五輪出場権を獲得した。

## 最終結果
| 順位 | 国             |
| ---- | -------------- |
| 1    | ユーゴスラビア |
| 2    | リトアニア     |
| 3    | クロアチア     |
| 4    | ギリシャ       |
| 5    | イタリア       |
| 6    | スペイン       |
| 7    | ロシア         |
| 8    | フランス       |
| 9    | イスラエル     |
| 10   | ドイツ         |
| 11   | スウェーデン   |
| 12   | スロベニア     |
| 13   | トルコ         |
| 14   | フィンランド   |